# Sayaguesa
La sayaguesa, ou zamorana, est une race bovine rustique d'origine espagnole. 

## Origine
Elle appartient au rameau ibérique. Elle est originaire de la province de Zamora, dans la communauté autonome espagnole de Castille-et-León. 
En 1982, une association des éleveurs de la race sayaguesa est créée, prélude à l'ouverture du herd-book. En 1986, on recensait plus de 1 000 animaux dont 307 reproductrices inscrites. En 2007, sa population est très menacée, réduite à quelques centaines de bêtes.

## Morphologie
Elle porte une robe noire pouvant tirer vers le roux dans le bas du corps. On note fréquemment une raie dorsale claire le long de l'épine dorsale. Les cornes sont de taille moyennes, pointées vers l'avant, en forme de U. Elles sont blanches avec la pointe noire. 
Elle est de grande taille, puisque la taille moyenne des mâles est de 154 cm. Le corps est puissant, et le poids important : les femelles peuvent atteindre 600 - 700 kg, et les taureaux 700 à 1 000 kg, plus exceptionnellement 1 100 kg.

## Aptitudes
Elle est historiquement utilisée comme animal de trait, ce qui explique sa forte régression, conséquence de la mécanisation de l'agriculture. Elle a un intérêt plus restreint pour la viande et le lait. Elle a un rôle folklorique secondaire : des bœufs participent à des fêtes locales, reconstituant des attelages. 
La race est rustique, docile et bien adaptée à un élevage extensif en semi-liberté. Elle tire bien parti de la végétation maigre de sa région d'origine.

## Aurochs de Heck
La race présente certaines caractéristique archaïques des anciens aurochs, les ancêtres des races bovines domestiques : couleur noire, grande taille (plus petite que celle de l'aurochs, cependant), forme des cornes (plus petites, cependant). Certains éleveurs allemands l'utilisent donc depuis la fin des années 1990 dans le cadre de leurs croisements avec des aurochs de Heck, afin de recréer un phénotype bovin proche de celui de l'aurochs originel. Elle sert ainsi dans les projets Tauros, Auerrind, Uruz et Taurus.